# Sveti Lenart, Železniki
Sveti Lenart este o localitate din comuna Železniki, Slovenia, cu o populație de 25 de locuitori.